# Canal Danúbio-Mar Negro

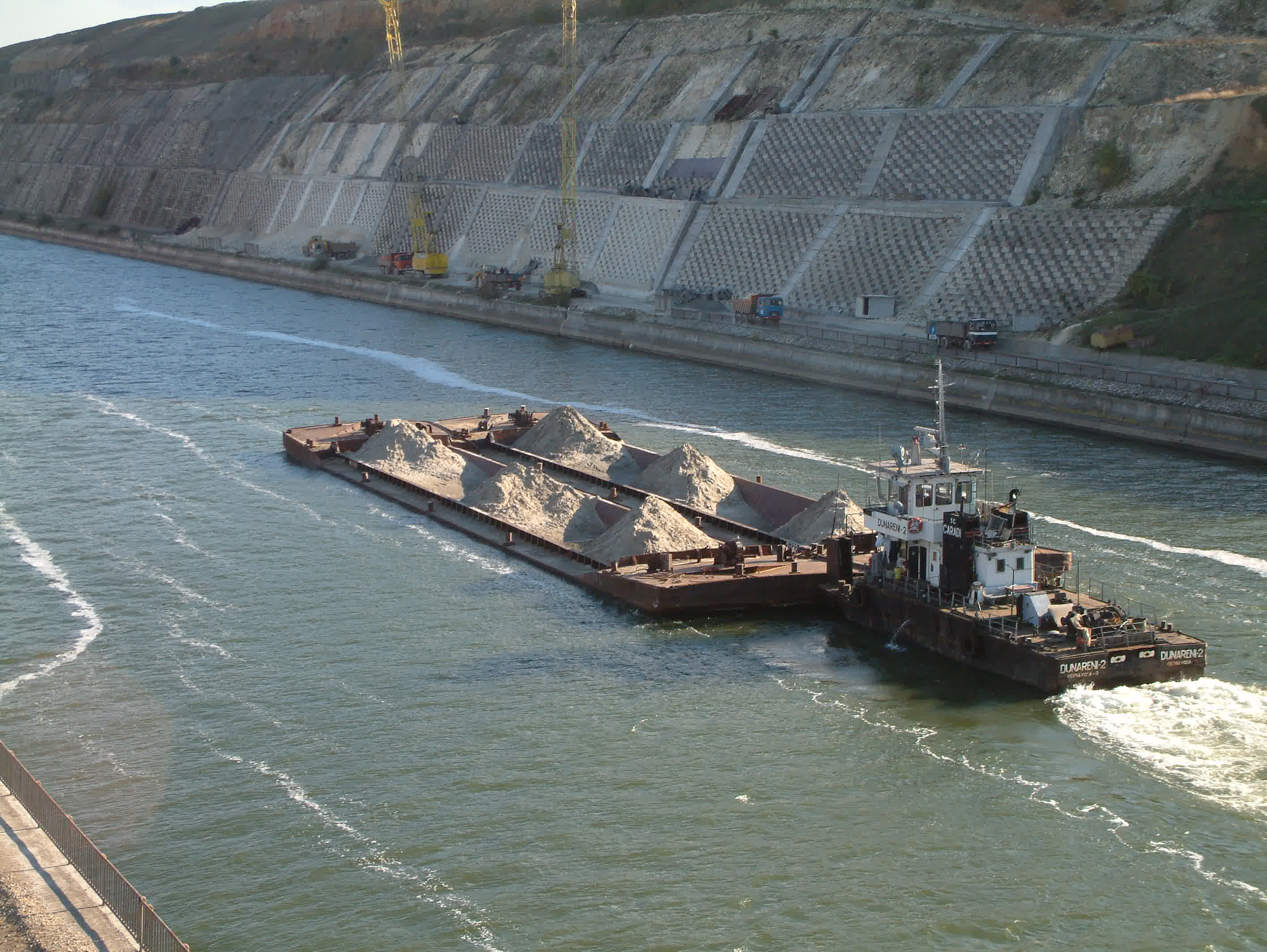
Canal Danúbio-Mar Negro

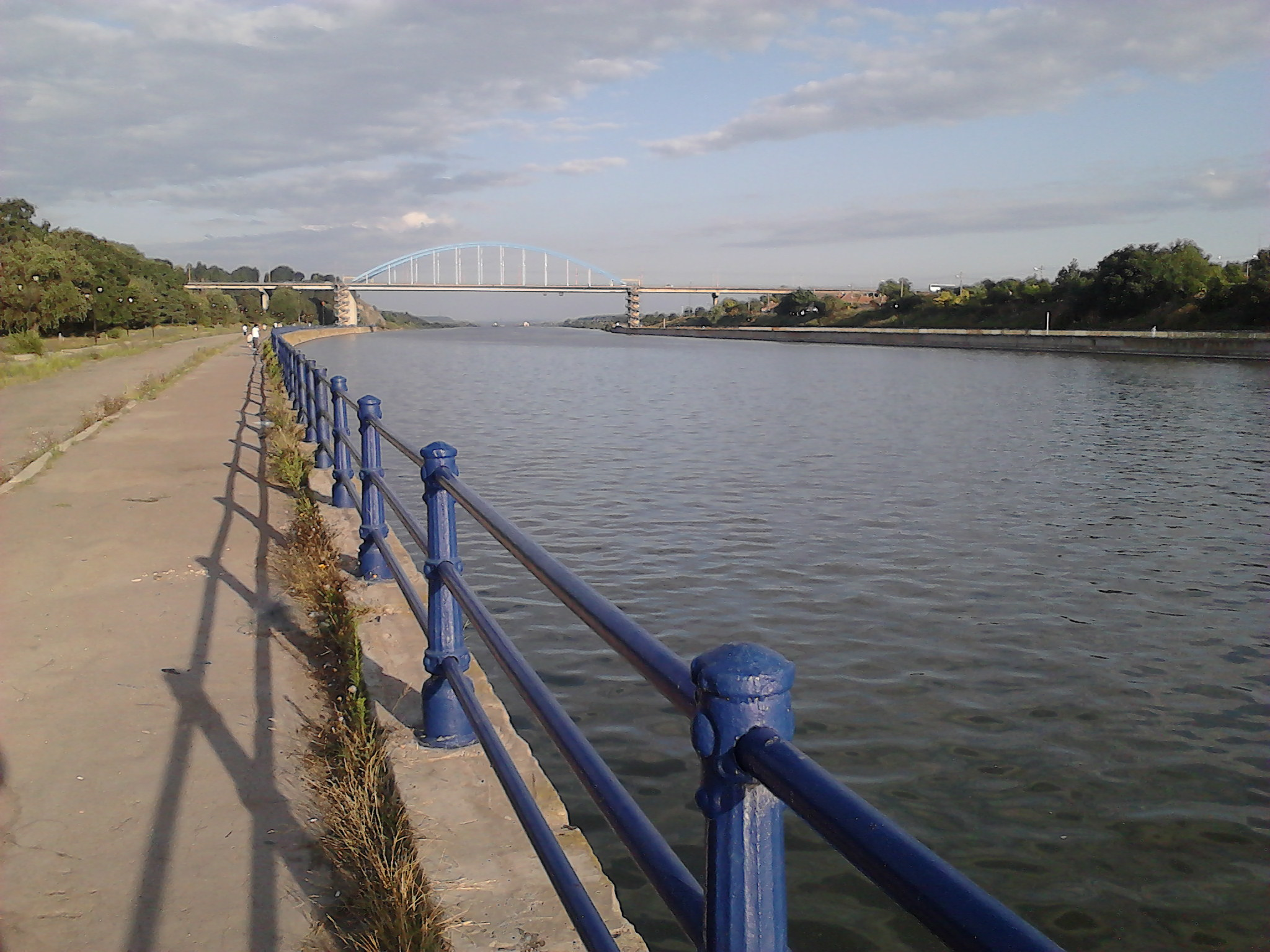
O canal em Medgidia

O Canal Danúbio-Mar Negro (em romeno: Canalul Dunăre-Marea Neagră) é um canal navegável na Romênia, que vai de Cernavodă no rio Danúbio, através de dois ramos, para Constança e Năvodari no mar Negro. Administrado a partir de Agigea, é uma parte importante da ligação hidroviária entre o mar do Norte e o mar Negro através do Canal Reno-Meno-Danúbio. O ramo principal do canal, com um comprimento de 64,4 km, que liga o Porto de Cernavodă com o Porto de Constança, foi construído em 1976-1984, enquanto o ramo norte, conhecido como Canal Poarta Albă-Midia Năvodari, com um comprimento de 31,2 km, conectando Poarta Albă e o Porto de Midia, foi construído entre 1983 e 1987.
Embora a ideia de construir um canal navegável entre o Danúbio e o mar Negro seja antiga, a primeira tentativa concreta foi feita entre 1949 e 1953, quando as autoridades comunistas da época aproveitaram essa oportunidade para eliminar opositores políticos, de modo que o canal tornou-se notório como o local de campos de trabalho, quando em determinado momento, Entre 5 000 e 20 000 detidos, a maioria presos políticos, trabalharam em sua escavação. O número total de prisioneiros usados como força de trabalho durante este período é desconhecido, com o número total de mortes sendo estimado em várias dezenas de milhares. As obras de construção do Canal Danúbio-Mar Negro seriam retomadas 20 anos depois, em condições diferentes.